# Zuikaku (tàu sân bay Nhật)
Zuikaku (tiếng Nhật: 瑞鶴; phiên âm Hán-Việt: Thụy hạc, có nghĩa là "chim hạc may mắn") là một tàu sân bay thuộc lớp tàu Shōkaku của Hải quân Đế quốc Nhật Bản. Nó đã tham gia vào sự kiện tấn công Trân Châu Cảng thúc đẩy Hoa Kỳ chính thức can dự vào Thế Chiến II, và nó đã tham gia nhiều trận hải chiến quan trọng của Mặt trận Thái Bình Dương, và cuối cùng bị đánh chìm trong trận đánh mũi Engaño.

## Lịch sử hoạt động
Vào năm 1941 Zuikaku, dưới sự chỉ huy của Thuyền trưởng Yokokawa Ichibei, và chiếc tàu chị em Shōkaku tạo nên Hạm đội tàu sân bay thứ năm. Vào ngày 26 tháng 11 năm 1941 nó rời vịnh Hittokapu để tham gia tấn công Trân Châu Cảng cùng với Hàng không hạm đội 1. Lực lượng máy bay của nó bao gồm 15 chiếc máy bay tiêm kích Mitsubishi A6M, 27 chiếc máy bay ném bom bổ nhào Aichi D3A và 27 chiếc máy bay ném ngư lôi Nakajima B5N. Vào ngày 7 tháng 12 nó tung ra hai đợt máy bay tấn công lực lượng của Hải quân Hoa Kỳ đặt căn cứ tại Trân Châu Cảng. Trong đợt thứ nhất, 25 chiếc Val tấn công sân bay của căn cứ Wheeler và 5 chiếc Zero tấn công sân bay Kaneohe. Trong đợt thứ hai, 27 chiếc Kate tấn công sân bay của căn cứ Hickam và 17 chiếc Val nhắm vào các thiết giáp hạm California và Maryland.
Những máy bay của nó đã tấn công Rabaul vào ngày 20 tháng 1 năm 1942 và Lae thuộc New Guinea vào ngày 21 tháng 1. Trong tháng 4 năm 1942 nó tham gia trận không kích Ấn Độ Dương, tấn công các căn cứ hải quân Anh tại Colombo và Trincomalee thuộc Ceylon, và đánh chìm chiếc tàu sân bay Anh Quốc HMS Hermes
Vào tháng 5 năm 1942 nó được điều động cùng chiếc Shōkaku và chiếc Shōhō đi yểm trợ cho chiến dịch MO nhằm tấn công cảng Moresby, New Guinea. Được báo động bởi các thông tin được giải mã, lực lượng Đồng Minh đã có thể điều động các tàu sân bay Yorktown và Lexington chống lại lực lượng Nhật Bản. Trong trận chiến biển Coral tiếp nối vào ngày 8 tháng 5 năm 1942, các lực lượng tàu sân bay đã phát hiện ra lẫn nhau và đã tung ra nỗ lực không kích tối đa, vượt qua lẫn nhau trên không. Bị che khuất bởi một cơn mưa bão, Zuikaku thoát khỏi không bị phát hiện, nhưng Shōkaku bị bom đánh trúng ba lần và không thể phóng hay thu hồi máy bay. Chiếc Zuikaku không bị hư hại nhưng bị mất phân nửa số máy bay của nó trong trận đánh này và phải quay về Nhật Bản để bổ sung thiếu hụt và huấn luyện đội bay. Do đó chiếc tàu sân bay đã không thể tham gia trận Midway vào tháng 6 năm đó.

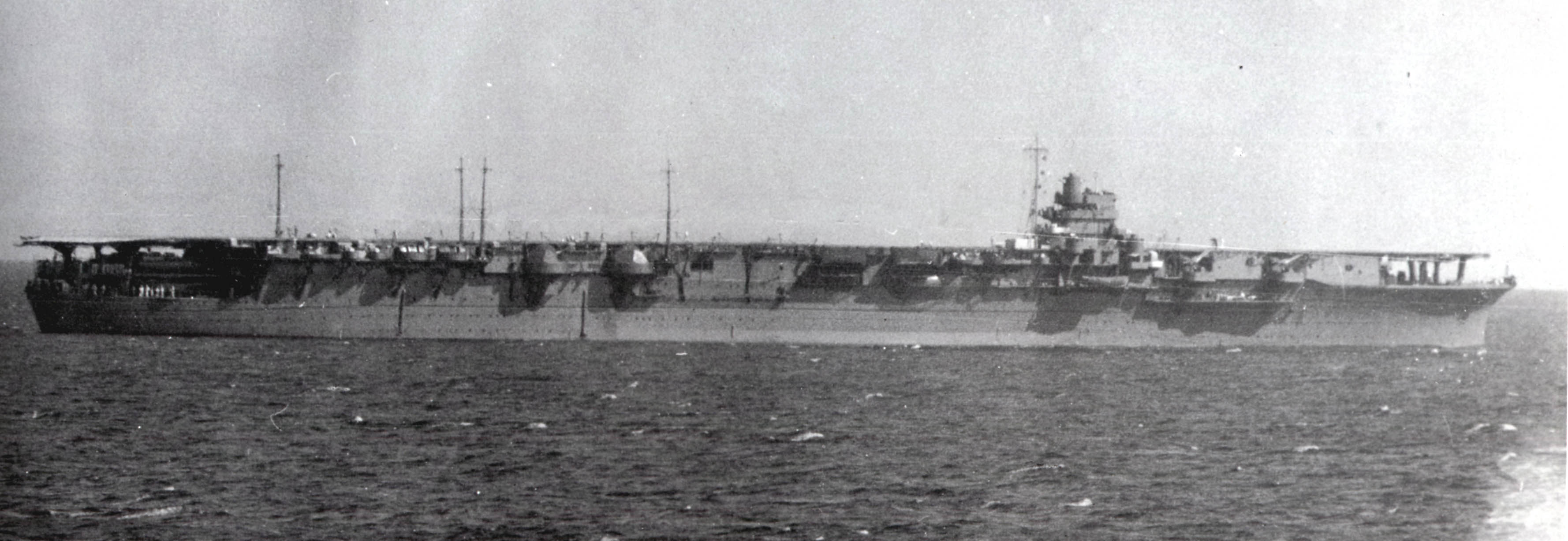
Zuikaku vào tháng 11 năm 1941

Vào tháng 8 năm 1942, dưới sự chỉ huy của Thuyền trưởng Tameteru Notomo, Zuikaku và Hạm đội tàu sân bay thứ nhất được phái đến quần đảo Solomon để đánh đuổi hạm đội Mỹ. Vào ngày 24 tháng 8 năm 1942, trong trận đánh Đông Solomons, máy bay của nó đã gây hư hại cho chiếc Enterprise.
Vào ngày 26 tháng 10 năm 1942, trong trận đánh quần đảo Santa Cruz, máy bay của nó một lần nữa lại gây hư hại cho chiếc Enterprise và phá hỏng chiếc Hornet, chiếc Hornet sau đó bị bỏ lại và bị các tàu khu trục Akigumo và Makigumo đánh chìm. Tuy nhiên, cả hai chiếc Shōkaku và Zuihō đều bị hư hại nặng bởi các đợt không kích của Mỹ, và Zuikaku phải thu hồi những chiếc máy bay còn sống sót. Trong số 110 máy bay được các tàu sân bay Nhật tung ra, chỉ có 44 chiếc quay trở lại Zuikaku.

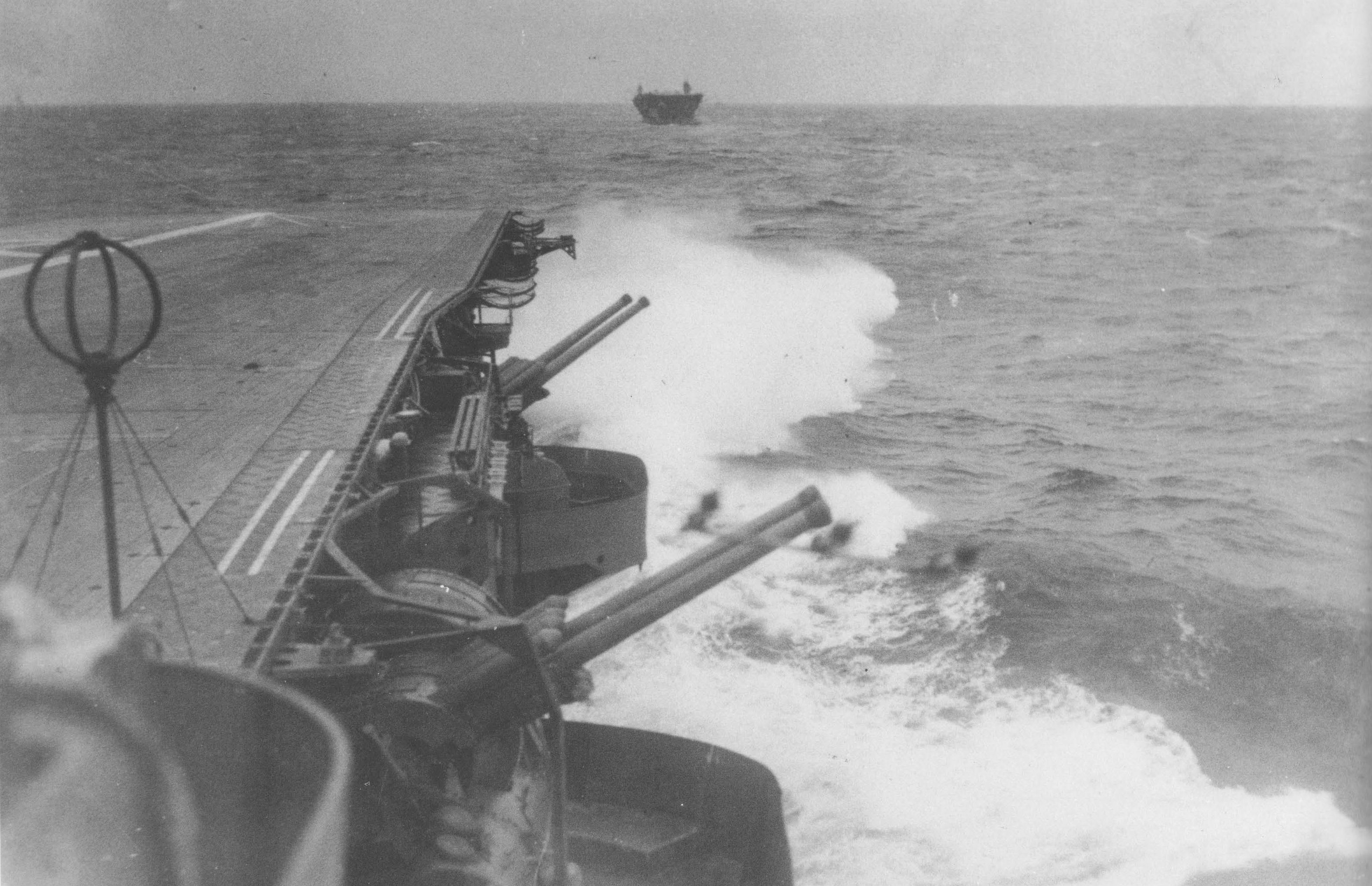
Ảnh nhìn từ tháp chỉ huy của chiếc Zuikaku hướng về vịnh Hitokappu, Iturup, tháng 11 năm 1941.

Vào tháng 2 năm 1943 nó yểm trợ cho cuộc rút lui khỏi đảo Guadalcanal. Vào tháng 5 nó được giao nhiệm vụ đẩy lùi lực lượng Đồng Minh khỏi Attu trong quần đảo Aleut, nhưng sau chiến thắng của Đồng Minh vào ngày 29 tháng 5 năm 1943 chiến dịch bị hủy bỏ. Vào cuối năm 1943, dưới sự chỉ huy của Thuyền trưởng Kikuchi Tomozo, nó đặt căn cứ tại Truk và hoạt động chống lại lực lượng Mỹ tại quần đảo Marshall.
Vào năm 1944 nó trú đóng tại Singapore. Vào tháng 6, nó tham gia vào chiến dịch A-Go, một nỗ lực nhằm đẩy lui cuộc tấn công của Đồng Minh vào quần đảo Mariana. Vào ngày 19 tháng 6 năm 1944, trong trận chiến biển Philippine, cả hai chiếc Taihō và Shōkaku đều bị đánh chìm bởi các cuộc tấn công của tàu ngầm, để lại chiếc Zuikaku là tàu sân bay duy nhất còn lại của Hàng không chiến đội 1 thu hồi số lượng ít ỏi máy bay còn sót lại. Ngày 20 tháng 6 một quả bom đánh trúng đã gây cháy trong sàn chứa máy bay, nhưng các đội cứu hộ nhiều kinh nghiệm của chiếc Zuikaku' đã tìm cách kiểm soát được tình hình, và chiếc tàu vẫn rút lui bằng chính động lực của nó. Sau trận chiến này, Zuikaku trở thành chiếc tàu sân bay cuối cùng còn lại trong số sáu chiếc tàu sân bay hạm đội từng tham gia trận Trân Châu Cảng.
Vào tháng 10 năm 1944 nó trở thành kỳ hạm của lực lượng nghi binh phía Bắc dưới quyền chỉ huy của Đô đốc Jisaburo Ozawa trong Chiến dịch Shō-1. Vào ngày 24 tháng 10 năm 1944 nó tham gia trận chiến mũi Engaño. Nó tung ra những chiếc máy bay còn lại trong một cuộc tấn công không hiệu quả nhắm vào Đệ Tam Hạm đội Hoa Kỳ, đa số máy bay của nó bị máy bay Mỹ tuần tra trên không bắn rơi, nhưng một số ít đã tìm cách hạ cánh an toàn xuống Luzon. Sau đó nó chịu đựng một cuộc không kích nặng nề và Zuikaku bị đánh trúng bảy trái ngư lôi và chín trái bom. Khi chiếc Zuikaku bị nghiêng nặng sang mạn trái, Đô đốc Ozawa chuyển cờ hiệu của mình sang tàu tuần dương Ōyodo. Lệnh bỏ tàu được phát ra lúc 13 giờ 58 phút và cột cờ được hạ xuống. Zuikaku lật úp và chìm lúc 14 giờ 14 phút, mang theo Chuẩn Đô đốc Kaizuka Takeo và 842 thành viên thủy thủ đoàn. Có 862 người được vớt bởi các tàu khu trục Wakatsuki và Kuwa.
|  |  |
|  |  |

## Danh sách thuyền trưởng
- Ichibei Yokokawa (sĩ quan trang bị trưởng): 15 tháng 11 năm 1940 - 25 tháng 9 năm 1941
- Ichibei Yokokawa: 25 tháng 9 năm 1941 - 15 tháng 6 năm 1942
- Tameki Nomoto: 15 tháng 6 năm 1942 - 21 tháng 6 năm 1943
- Tomozo Kikuchi: 21 tháng 6 năm 1943 - 18 tháng 12 năm 1943
- Takeo Kaizuka: 18 tháng 12 năm 1943 - 25 tháng 10 năm 1944 (tử trận; được phong Chuẩn Đô đốc ngày 15 tháng 10 năm 1944; được truy phong Phó Đô đốc.)